# Theodore Maiman
Theodore Harold Maiman (ur. 11 lipca 1927 w Los Angeles, zm. 5 maja 2007 w Vancouver) – amerykański fizyk. W 1960 skonstruował laser rubinowy – pierwszy działający laser (patent nr 3,353,115).
Maiman w 1983 został uhonorowany Nagrodą Wolfa w fizyce, a w 1987 został wyróżniony prestiżową Nagrodą Japońską.